# Die Familie der Bromeliaceen
Die Familie der Bromeliaceen (abreviado Fam. Brom.) es un libro con ilustraciones y descripciones botánicas que fue escrito por el botánico, explorador y eminente orquideólogo austríaco Johann Georg Beer y publicado en el año 1856.